# ماریا پارادو دو بلیدو
ماریا پارادو دو بلیدو (انگلیسی: María Parado de Bellido ; ۵ ژوئیهٔ ۱۷۷۷ – ۱ مهٔ ۱۸۲۲) انقلابی بومی پرو در طول مبارزه برای استقلال از اسپانیا بود.

## زندگی
ماریا در شهر ایاکوچو، معروف به هوآمانگا متولد شد. او در سن ۱۵ سالگی با ماریانو بلیدو ازدواج کرد. شوهر و یکی از پسرانش برای استقلال پرو می‌جنگیدند و او اطلاعاتی را در مورد تحرکات نیروهای اسپانیا به وی تحویل می‌داد، او نامه‌های خود را به دلیل بیسوادی دیکته و سپس خودش امضا می‌کرد. پس از رهگیری یکی از نامه‌های او توسط اسپانیایی‌ها، ماریا دستگیر شد و تحت بازجویی قرار گرفت، اما گفت که او ترجیح می‌دهد بمیرد تا اینکه به کشورش خیانت کند. وی در ۱۱ مه ۱۸۲۲ توسط اسپانیایی‌ها اعدام شد.

### تولد و سال‌های اولیه
مورخان مختلف متفق‌القول هستند که ماریا پارادو دو بلیدو در هوآمانگا، شهری در ارتفاعات جنوبی پرو، متولد شد که آن زمان آیاکوچو نامیده می‌شد. با این حال، کشیش کارلوس کاردناس ادعا کرد که گواهی تعمید او را در کلیسای کانگالو کشف کرده‌است یعنی ماریا در آنجا که حول و حوش منطقه فعلی پاراس است متولد شده‌است. همچنین در مورد سال تولد وی اتفاق نظر وجود ندارد. برخی منابع آن را در سال ۱۷۷۷ و برخی دیگر در ۱۷۶۱ می‌دانند، اما همه در روز تولد او یعنی پنجم ژوئیه، اتفاق نظر دارند.
والدین او فرناندو پارادو، یک کریاویو از نژاد پروی فوقانی و جاسینتا جایو، یک زن بومی بودند.
دوران کودکی او مانند همه دختران زمان خود بود که در آموزش شرکت نداشتند و فقط برای انجام وظایف زناشویی آماده می‌شدند.

### ازدواج و فرزندان
وی در سن ۱۵ سالگی با ماریانو بلیدو، تاجری که در همان سال‌های ۱۸۲۰ در منطقه پاراس در استان کانگالو، همان جایی که خانواده‌شان در آن اقامت داشت، ازدواج کرد، اگرچه موقتاً در استان اوئامانگا مستقر بودند. آنها هفت فرزند داشتند: گریگوریا، آندره، ماریانو، توماس، ماریا، لئاندرا و بارتولا. شوهر و پسران او از سال ۱۸۲۰ با نیروهای میهن‌پرست همکاری می‌کردند.
پسرش توماس در سال ۱۸۲۰ وقتی صفوف میهن‌پرستان ژنرال خوان آنتونیو ایلوارز د آرنالس از اوئامانگا عبور می‌کردند، به آنها پیوست. او سپس به میهن‌پرستان مونتونروس به رهبری کی روز لازون، که در کانگالو فعال بودند، پیوست. شوهرش و پسر دیگرش، ماریانو، نیز با دیگر مونتونروس‌هایی که در هماهنگی با نیروهای منظم ژنرال خوزه د سن مارتین عمل می‌کردند، شروع به همکاری کردند.
ماریا پارادو دو بلیدو یک قهرمان پرو به حساب می‌آید و افسانه‌های مختلفی زبان به زبان در مورد او نقل شده‌است. گفته می‌شود که ژنرال کاراتالا، در تلاش برای وادار کردن او به صحبت، به سربازان دستور داد تا خانه او را که دخترانش در آن سکونت داشتند بسوزانند. اما آنها نجات یافتند زیرا مردم محلی به آنها هشدار دادند که فرار کنند. ماریا همچنین در مسیری که او را برای اعدام می‌بردند در مقابل کلیسای سانتو دومینگو، مکث کرد تا زانو بزند و با مریم مقدس راز و نیاز کند. بعد از اعدام، یک کشیش جسد او را تحویل گرفت و آن را در زمین مقدس در کلیسای La Merced به خاک سپرد. بلیدو چهره‌ای اسطوره‌ای شد که عمیقاً با حس ملیت مردم پرو آمیخته شده‌است.

## تلاش در راه آزادی
در سال ۱۸۲۱ شهر شاهان توسط ارتش آزادیبخش به فرماندهی ژنرال خوزه د سان مارتین اشغال شد و در میدان پلازا شهر لیما، استقلال پرو اعلام شد. سلطنت‌طلبان، به فرماندهی نایب السلطنه خوزه دو لا سرنا، به کوه‌ها عقب‌نشینی کردند. در همین حال اغلب شهرهای ساحلی به دفاع واقع‌بینانه پیوستند. پیروی از مقاومت در ارتفاعات مرکزی نیز، توسط چریک‌هایی که بومیان و مستیسوهای وفادار به پادشاه را رهبری می‌کردند افزایش یافت.
لاسرنا در ارتفاعات جنوبی کوسکو مستقر شد، جایی که بعداً به یک سنگر سلطنت‌طلبان تبدیل شد، که نیروهایشان بیشتر از سرخپوستانی تشکیل شده بود که به اجبار در کوسکو سربازگیری شده بودند. لا سرنا نیروهای خود را به مناطق مرتفع مرکزی فرستاد تا «شورشیان» را – کلمه‌ای که برای میهن‌پرستان بکار می‌برد- سرکوب کند. فرماندهی این نیروهای سرکوب را ژنرال خوزه کاراتالا و سرهنگ خوان لوریگا بر عهده داشتند. کاراتالا مسئول سرکوب در مناطق پاریناکوچاس، لوکاناس و آیاکوچو بود و این کار را بی‌رحمانه انجام می‌داد. تمام روستاها سوزانده و ویران شده و ساکنان آن قتل‌عام شدند. یکی از آن شهرها کانگایو بود.
کاراتالا مقر مرکزی خود را در شهر آیاکوچو تأسیس کرد. یکی از اهداف او وصل شدن با نیروهای سلطنتی بود که در حال جنک با نیروهای میهن‌پرست در ایکا (ساحل مرکزی) بودند. اما پس از شکست این نیروها در نبرد لا ماکاکونا (نزدیک ایکا)، وی در هوآمانگا باقی ماند و تمام تلاش خود را روی ریشه‌کن نمودن چریک‌های کویروس، که شوهر و فرزندان ماریا پارادو دو بلیدو نیزدر آن فعال بودند، متمرکز نمود.